# 嘉興府
嘉興府（かこうふ）は、中国にかつて存在した府。南宋から民国初年にかけて、現在の浙江省嘉興市一帯に設置された。

## 概要
938年（天福3年）、呉越により杭州嘉興県に秀州が置かれた。
1195年（慶元元年）、南宋により先々帝の孝宗の生まれた地である秀州が嘉興府に昇格した。嘉興府は両浙路に属し、嘉興・華亭・海塩・崇徳の4県を管轄した。
1276年（至元13年）、元により嘉興府は嘉興路と改められた。嘉興路は江浙等処行中書省に属し、録事司と嘉興県と海塩州・崇徳州の1司1県2州を管轄した。1366年、朱元璋により嘉興路は嘉興府と改められた。
明のとき、嘉興府は浙江省に属し、嘉興・秀水・嘉善・崇徳・桐郷・平湖・海塩の7県を管轄した。
清のとき、嘉興府は浙江省に属し、嘉興・秀水・嘉善・石門・桐郷・平湖・海塩の7県を管轄した。
1913年、中華民国により嘉興府は廃止された。